# 乌兰镇 (鄂托克旗)
乌兰镇，是中华人民共和国内蒙古自治区鄂尔多斯市鄂托克旗下辖的一个乡镇级行政单位。

## 行政区划
乌兰镇下辖以下地区：
都斯图社区、康宁社区、育英社区、乌兰社区、安睦隆社区、帅丰社区、东风社区、察汗淖社区、哈马太社区、乌兰新村、包日塔拉嘎查、乌兰图克嘎查、敖伦淖尔嘎查、包日呼舒嘎查、德日苏嘎查、马新布拉格嘎查、海岱嘎查、察汗淖尔嘎查、赛罕塔拉嘎查、沙日布日都嘎查、乌兰柴达木嘎查、哈马日格太嘎查、苏吉嘎查和查汗陶勒盖嘎查。